# تبرع بالأعضاء
التبرع بالأعضاء بعد الوفاة هو عندما يسمح الشخص بإزالة أي عضو من أعضائه، بطريقة قانونية، إما عن طريق الموافقة في حين كان المتبرع على قيد الحياة أو موافقة أقرب الأقرباء بعد الوفاة. قد يكون التبرع للبحوث أو للعلاج.
تشمل عمليات الزرع الشائعة: الكلى والقلب والكبد والبنكرياس والأمعاء والرئتين والعظام ونخاع العظام والجلد والقرنيات. يمكن التبرع ببعض الأعضاء والأنسجة من قبل المتبرعين الأحياء، مثل الكلى أو جزء من الكبد، أو جزء من البنكرياس، أو جزء من الرئتين أو جزء من الأمعاء،  ولكن معظم التبرعات في العالم الغربي تحدث بعد وفاة المتبرع.
اعتبارًا من 2 فبراير 2018، كان هناك 115,085 شخصًا في انتظار زرع الأعضاء المنقذة للحياة في الولايات المتحدة. ومن بين هؤلاء، كان 74,897 شخصًا مرشحين نشطين ينتظرون متبرعًا. في حين أن وجهات نظر التبرع بالأعضاء إيجابية، إلا أن هناك فجوة كبيرة بين أعداد الجهات المانحة المسجلة مقارنة بالجهات التي تنتظر التبرعات بالأعضاء على المستوى العالمي.
المتبرعون بالأعضاء هم أحياء أو متوفون دماغيًا. ويمكن الحصول على أنسجة المتبرعين المتوفين بأزمات قلبية وذلك في غضون 24 ساعة من توقف ضربات القلب. على عكس الأعضاء، يمكن حفظ معظم الأنسجة (باستثناء القرنية) وتخزينها لفترة تصل إلى 5 سنوات، وهذا يعني أنها يمكن أن تُخزن في «بنوك».
يثير موضوع زراعة الأعضاء العديد من القضايا الأخلاقية والاجتماعية، بما في ذلك طريقة أخذ الموافقة الحرة والمستنيرةـ نحقيق العدل والمساواة في التبرع وفي الاستفادة من الأعضاء، تعريف الوفاة، وتوقيت وكيفية التصريح بزراعة أحد الأعضاء، إضافة إلى حفظ كرامة الإنسان ومنع دفع مقابل مالي للأعضاء البشرية.
لتسهيل الخدمات في كل مراحل التبرع بالأعضاء، و تمكين التواصل بين المتبرع و المتلقي، تقدم وكالات في أمريكا و أوروبا خدمات تشريعية، تنظيمية و إنسانية.
رغم المجهودات المبذولة، نقص الأعضاء، المعتقدات الدينية، صعوبة الحصول عى الموافقة و الجهل تشكل عوائق صعبة أمام التبرع بالأعضاء.

## المعالجة
عادة ما يكون المتبرعون بالأعضاء متوفيين في وقت التبرع، لكن قد يكونون أحياء. بالنسبة إلى المتبرعين الأحياء، عادة ما يتضمن التبرع بالأعضاء اختبارات مكثفة قبل التبرع، بما في ذلك التقييم النفسي لتحديد ما إذا كان المتبرع المحتمل يفهم ويوافق على التبرع. في يوم التبرع، يصل المتبرع والمتلقي إلى المستشفى، تمامًا كما هو الحال في أي عملية جراحية كبرى أخرى.
يعد التبرع بالكلية الأكثر شيوعا عند المتبرعين الأحياء، في حالات قليلة يمكن استأصال جزء من الكبد من متبرع حي و زرعه للمتلقي. من إيجابيات التبرع بالكلية من طرف المتبرعين الأحياء نجد أن الحصول على العضو يكون في مدة قصيرة مقارنة بحالة التبرع من طرف المتوفين, بالإضافة إلى أن وظيفة الكلية تكون أفضل و تستمر لمدة أطول بعد الزرع.
بالنسبة للمتبرعين المتوفين، تبدأ العملية بالتأكد من أن الشخص توفي دون شك، وتحديد ما إذا كان يمكن التبرع بأية أجهزة، والحصول على موافقة للتبرع بأي أعضاء قابلة للاستخدام. عادة، لا يتم فعل أي شيء حتى يموت الشخص، على الرغم من أنه إذا كان الموت حتميًا، فمن الممكن التحقق من الحصول على الموافقة وإجراء بعض الفحوصات الطبية البسيطة قبل ذلك بوقت قصير، للمساعدة في العثور على متلقي مطابق. عادة ما يتم التحقق من الوفاة من قبل طبيب أعصاب (طبيب متخصص في وظائف المخ) لا يشارك في المحاولات السابقة لإنقاذ حياة المريض. هذا الطبيب ليس له علاقة بعملية الزرع. وكثيرا ما يتم التحقق من الوفاة عدة مرات، لمنع الأطباء من تجاهل أي علامة متبقية من الحياة، مهما كانت صغيرة. بعد الموت، يمكن للمستشفى أن تحفظ الجسم على جهاز التنفس الصناعي ويستخدم طرقًا أخرى للحفاظ على الأعضاء في حالة جيدة. لا يتحمل المانحون وعائلاتهم أية نفقات تتعلق بالتبرع.
تعتمد العملية الجراحية على الأعضاء التي يتم التبرع بها. بعد أن يقوم الجراحون بإزالة الأعضاء، يتم نقلهم في أسرع وقت ممكن إلى المتلقي، لإجراء عملية زرع فوري. تظل معظم الأعضاء على قيد الحياة خارج الجسم لبضع ساعات، لذلك يتم اختيار المستفيدين في نفس المنطقة عادةً. في حالة متبرع متوفي، بعد إزالة الأعضاء، عادة ما يتم استعادة الجسم إلى مظهر طبيعي قدر الإمكان، بحيث يمكن للعائلة المضي قدما في طقوس الجنازة وإما الحرق أو الدفن.

## التاريخ
أول متبرع بالأعضاء الحية في عملية زراعة ناجحة كان رونالد لي هيريك (1931-2010)، الذي تبرع بكليته لأخيه التوأم المتطابق في عام 1954. فاز الجراح الرئيسي، جوزيف موراي، بجائزة نوبل في الفسيولوجيا أو الطب في عام 1990 عن التقدم في زراعة الأعضاء.
أصغر المتبرعين بالأعضاء كان طفلاً مصابًا بانعدام الدماغ، ولد في عام 2015، عاش لمدة 100 دقيقة فقط وتبرع كليتيه لشخص بالغ مصاب بفشل كلوي. أقدم متبرع بالأعضاء المعروفة كانت امرأة اسكتلندية تبلغ من العمر 107 سنوات، تم التبرع بقرنياتها بعد وفاتها في عام 2016. كان أقدم رجل معروف في الجهاز الداخلي هو رجل في تكساس يبلغ من العمر 92 عاما، اختارت عائلته التبرع بكبده بعد وفاته بسبب نزيف في الدماغ.
كانت أقدم متبرع بالأعضاء المعيشية الإيثارية امرأة تبلغ من العمر 85 عامًا في بريطانيا، تبرعت بكليتها إلى شخص غريب في عام 2014 بعد أن سمعت عدد الأشخاص الذين يحتاجون إلى عملية زرع كبد.
تمكن الباحثون من تطوير طريقة جديدة لزرع الكليتين الجنينية البشرية في فئران عديمي الكلى للتغلب على عقبة كبيرة في إعاقة زراعة الأعضاء الجنينية البشرية. أظهرت الكليتان الجنينان البشريان كلا من النمو والوظيفة داخل الجرذان.

## التبرع بالدماغ
نظرًا لعدم وجود علاجات معروفة للعديد من اضطرابات الدماغ، تعطى أولوية عالية للأبحاث المصممة لتحسين الفهم العلمي لأنسجة الدماغ السليمة لمحاولة إيجاد علاجات جديدة. هذا هو التأكد من أن البحث شامل، لأنه من المهم الوصول إلى أنسجة المخ من الأشخاص الذين لا يعانون من الأمراض التي تتم دراستها للمقارنة. وتعرف هذه الأنسجة غير المتأثرة باسم «أنسجة التحكم».

## التشريعات والمنظورات العالمية
تسمح قوانين البلدان المختلفة للمانحين المحتملين بالسماح بالتبرع أو رفضه، أو إعطاء هذا الخيار للأقارب. وتيرة التبرعات تختلف بين البلدان.

### عملية الموافقة
يعرف مصطلح «موافقة» عادة بأنه موضوع يلتزم باتفاق المبادئ واللوائح؛ ومع ذلك، يصبح من الصعب تنفيذ التعريف المتعلق بموضوع التبرع بالأعضاء، ويرجع ذلك أساسًا إلى أن الموضوع غير قادر على الموافقة بسبب الوفاة أو الإعاقة العقلية. هناك نوعان من الموافقة يتم مراجعتها؛ الموافقة الصريحة والموافقة المفترضة. الموافقة الواضحة تتكون من الجهة المانحة التي تعطي الموافقة المباشرة من خلال التسجيل المناسب تبعا للبلد. عملية الموافقة الثانية هي موافقة مفترضة، والتي لا تحتاج إلى موافقة مباشرة من الجهة المانحة أو قريب. تفترض الموافقة المفترضة أن التبرع كان سيسمح به المانح المحتمل إذا تم السعي للحصول على إذن. من بين المتبرعين المحتملين، فإن ما يقدر بـ 25٪ من العائلات يرفضون التبرع بأعضاء أحبائهم. يتم تعريف الموافقة على أنها تلتزم باتفاق المديرين. ومع ذلك، فإن هذا التعريف يصعب تنفيذه وفقًا للتبرع بالأعضاء، لأنه في معظم الحالات يتم التبرع بالأعضاء من المتوفى، ولم يعد بإمكانه تقديم موافقة لأنفسهم.

#### اختيار في مقابل الانسحاب
مع تقدم العلوم الطبية، يزداد باستمرار عدد الأشخاص الذين يمكن أن تساعدهم الجهات المانحة للأعضاء. مع تزايد فرص إنقاذ الأرواح باستخدام تقنيات وإجراءات جديد، يجب زيادة عدد الأشخاص الراغبين في التبرع بالأعضاء أيضًا. من أجل احترام الاستقلال الذاتي، يجب أن يتم تحديد الموافقة الطوعية على تصرف الفرد في رفاته بعد الموت. هناك طريقتان رئيسيتان لتحديد الموافقة الطوعية: «الاشتراك» (فقط أولئك الذين منحوا موافقة صريحة هم مانحون) و«إلغاء الاشتراك» (أي شخص لم يرفض الموافقة على التبرع هو مانح). من حيث نظام الموافقة أو عدم الموافقة المفترض، من المفترض أن الأفراد ينوون التبرع بأعضائهم للاستخدام الطبي عند انتهاء صلاحيتها. تؤدي أنظمة إلغاء التعيينات التشريعية إلى زيادة معدلات الموافقة الفعلية على التبرع بشكل كبير كنتيجة للتأثير الافتراضي. على سبيل المثال، تمتلك ألمانيا، التي تستخدم نظام التمكين، معدل موافقة على التبرع بالأعضاء بنسبة 12٪ بين سكانها، في حين أن النمسا، وهي دولة ذات ثقافة وتطور اقتصادي متشابهين للغاية، ولكنها تستخدم نظام الانسحاب، نسبة موافقة 99.98 ٪.
الموافقة على الانسحاب، والمعروفة باسم الموافقة «المعتبرة»، يشير الدعم إلى فكرة أن غالبية الناس يدعمون التبرع بالأعضاء، ولكن نسبة صغيرة فقط من السكان مسجلون بالفعل، لأنهم يخفقون في المرور عبر خطوة التسجيل الفعلية، حتى لو كانوا يريدون التبرع بأعضائهم في وقت الوفاة. يمكن حل هذه المشكلة من خلال نظام إلغاء الاشتراك، حيث يتم تسجيل المزيد من الأشخاص كمتبرعين عندما يكون فقط أولئك الذين يعارضون الموافقة على التبرع مسجلين في قائمة عدم التبرع. ولهذه الأسباب، تبنت الدول، مثل ويلز، موافقة «الانسحاب الناعم»، وهذا يعني أنه إذا لم يتخذ المواطن قرارًا بالتسجيل بوضوح، فسيتم التعامل معه كمواطن مسجل والمشاركة في عملية التبرع بالأعضاء. وبالمثل، تشير الموافقة إلى عملية الموافقة على الأشخاص المسجلين فقط للمشاركة في التبرع بالأعضاء. حاليًا، لدى الولايات المتحدة نظام اختيار، لكن الدراسات تظهر أن البلدان التي لديها نظام إلغاء الاشتراك توفر المزيد من الأرواح بسبب توفر الأعضاء المتبرع بها. تفترض سياسة الموافقة الحالية للتمكين أن الأفراد غير مستعدين لأن يصبحوا مانحين للأعضاء في وقت وفاتهم، ما لم يوثقوا خلاف ذلك من خلال تسجيل التبرع بالأعضاء. يعتمد التسجيل لكي تصبح متبرعًا بالأعضاء بشدة على موقف الفرد؛ قد يشعر الأشخاص ذوو النظرة الإيجابية بشعور الإيثار تجاه التبرع بالأعضاء، في حين أن الآخرين قد يكون لديهم منظور أكثر سلبية، مثل عدم الثقة بالأطباء للعمل بجد لإنقاذ أرواح المتبرعين بالأعضاء المسجلين. بعض المخاوف الشائعة فيما يتعلق بنظام الموافقة المفترضة («الانسحاب») هي مخاوف اجتماعية من نظام جديد، اعتراض أخلاقي، عاطفة، ومخاوف من إدارة سجل الاعتراض لأولئك الذين يقررون إلغاء الاشتراك في التبرع. توجد مخاوف إضافية مع وجهات النظر الخاصة بتعريض حرية الاختيار للتبرع  والتعارض مع المعتقدات الدينية الموجودة. على الرغم من وجود مخاوف، لا يزال لدى الولايات المتحدة نسبة موافقة على التبرع بالأعضاء بنسبة 95٪. قد يعزز هذا المستوى من القبول على المستوى الوطني بيئة حيث قد يساعد الانتقال إلى سياسة الموافقة المفترضة على حل بعض مشاكل نقص الأعضاء، حيث يفترض أن يكون الأفراد متبرعين للأعضاء ما لم يوثقوا رغبة في «الانسحاب»، وهو ما يجب أن يُحترم.
بسبب السياسات العامة والعوامل الثقافية والبنية التحتية وعوامل أخرى، لا تترجم دائمًا نماذج الموافقة أو الانسحاب المفترض مباشرة إلى زيادة نسب التبرع الفعالة. لدى المملكة المتحدة العديد من القوانين والسياسات المختلفة لعملية التبرع بالأعضاء، مثل موافقة الشاهد أو الوصي يجب تقديمه للمشاركة في التبرع بالأعضاء. تتم استشارة هذه السياسة حاليًا من قبل وزارة الصحة والرعاية الاجتماعية. من حيث التبرعات بالأعضاء الفعالة، في بعض الأنظمة مثل أستراليا (14.9 مانح لكل مليون، 337 مانح في عام 2011)، يُطلب من أفراد العائلة إعطاء الموافقة أو الرفض، أو قد يستخدمون حق النقض ضد أي تعافي محتمل حتى لو وافق المانح. بعض البلدان التي لديها نظام إلغاء الاشتراك مثل إسبانيا (36 مانحًا فعالًا لكل مليون نسمة)  أو النمسا (21 مانحًا / مليون) لديها معدلات كبيرة من المانحين وبعض الدول التي لديها أنظمة اختيار مثل ألمانيا (16 مانحًا / مليون) أو اليونان (6 مانحين / مليون دولار) لديهم معدلات تبرع فعالة أقل. اعترف رئيس المنظمة الوطنية لزراعة الأعضاء في إسبانيا بأن النهج التشريعي لإسبانيا ليس السبب الرئيسي لنجاح البلاد في زيادة معدلات المانحين، ابتداء من التسعينات. وبالنظر إلى مثال إسبانيا التي تبنت بنجاح نظام التبرع بالموافقة، يجب تزويد وحدات العناية المركزة بأطباء كافيين لتحقيق أقصى قدر من الاعتراف بالجهات المانحة المحتملة والحفاظ على الأعضاء بينما يتم استشارة العائلات للتبرع بها. إن الخاصية التي تمكن النموذج الإسباني للموافقة المفترض أن تكون ناجحة هي مصدر منسقي زرع الأعضاء. من المستحسن أن يكون هناك واحد على الأقل في كل مستشفى حيث يمارس التبرع لعدم الموافقة على شراء الأعضاء بكفاءة.
تعتبر وجهات النظر العامة حاسمة لنجاح أنظمة التبرع الاختياري أو الموافقة المفترضة. في دراسة أجريت لتحديد ما إذا كان تغيير السياسة الصحية إلى الموافقة المفترضة أو نظام الانسحاب من شأنه أن يساعد على زيادة الجهات المانحة، فقد لوحظ زيادة تتراوح بين 20 و 30 في المائة بين البلدان التي غيرت سياساتها من نوع من نظام التمكين إلى نظام الانسحاب. بالطبع هذه الزيادة يجب أن يكون لها علاقة كبيرة بالتغيير في السياسة الصحية، ولكن قد تتأثر أيضًا بالعوامل الأخرى التي كان يمكن أن تؤثر على زيادات المانحين.
تعتبر أولوية زراعة الأعضاء للجهات المانحة هي الطريقة الأحدث والأولى لدمج معايير «غير طبية» في نظام الأولوية لتشجيع ارتفاع معدلات التبرع في نظام الاشتراك. يتم تطبيقه في إسرائيل في البداية، ويسمح للفرد الذي يحتاج إلى جهاز أن يتحرك إلى أعلى قائمة المستلمين. ويتوقف رفع القائمة على اختيار الأفراد قبل الحاجة إلى التبرع بالأعضاء. تطبق السياسة معايير غير نمطية عند السماح للشخص الذي سبق تسجيله كمتبرع بأعضاء، أو سبق للعائلة أن تبرعت بأحد الأعضاء، بأولوية على مستلم محتمل آخر. يجب تحديد أن كلا المستلمين لديهم احتياجات طبية متطابقة قبل نقل المستلم إلى أعلى القائمة. في الوقت الذي تساعد فيه حوافز كهذه في نظام الاشتراك في رفع معدلات التبرعات، فإنها لا تحقق نجاحًا كبيرًا مثل سياسات التعطيل الافتراضية المفترضة للتبرع للتبرع.

### الأرجنتين
في 30 نوفمبر 2005، أدخل الكونغرس سياسة عدم التقيد بالتبرع بالأعضاء، حيث سيكون جميع الأشخاص الذين تزيد أعمارهم عن 18 عامًا من المتبرعين بالأعضاء، إلا إذا رفضوا هم أو عائلتهم. صدر القانون في 22 ديسمبر 2005 تحت عنوان «القانون 26,066».
في 4 يوليو 2018، أصدر الكونغرس قانونًا يقضي بإلغاء متطلبات العائلة، مما يجعل المتبرع بالأعضاء الشخص الوحيد الذي يمكنه أن يعلن عن سلبياته. صدر في 26 يوليو 2018 باسم «القانون 27447».

### البرازيل
وقد أدت حملة من قبل النادي الرياضي ريسيفي إلى وجود قوائم انتظار للأجهزة في شمال شرق البرازيل تنخفض إلى الصفر تقريبًا؛ في حين أن القانون البرازيلي يملك العائلة السلطة النهائية، إلا أن إصدار بطاقة التبرع بالأعضاء والمناقشات التي تلت ذلك قد خففت العملية.

### تشيلي
في 6 يناير 2010، صدر «القانون 20.413»، حيث وضع سياسة عدم التقيد بالتبرع بالأعضاء، حيث يكون جميع الأشخاص الذين تزيد أعمارهم عن 18 عامًا من المتبرعين بالأعضاء ما لم يذكروا سلبيتهم.

### كولومبيا
في 4 أغسطس 2016، أصدر الكونغرس «القانون 1805»، الذي قدم سياسة عدم الانسجام بشأن التبرع بالأعضاء حيث سيكون جميع الأشخاص متبرعين بالأعضاء ما لم يذكروا سلبيتهم. دخل القانون حيز التنفيذ في 4 فبراير 2017.

## قانون التبرع
في اغلب الدول لديها قانون يشمل التبرع بالاعضاء وقانون زراعة الأعضاء يحتوي بداخله على فصل خاص الذي يتطرق إلى المتبرعين الأحياء. حاليًا يمكن التبرع بكلية من الأقرباء من الدرجة الأولى ومن الأقرباء من الدرجة الثانية ومن الأشخاص المعروفين بأنهم قريبون عاطفيًا من المريض. التبرع بفص الكبد (جزء من الكبد) ممكن من قريب العائلة ايضاً.
في الولايات المتحدة، تقوم إدارة الأغذية والأدوية الأمريكية (FDA) بتنظيم عمليات زراعة الأنسجة، حيث تضع لوائح صارمة لتأمين هذه العمليات، وهي تهدف في المقام الأول إلى الوقاية من انتشار الأمراض المعدية. وتشمل اللوائح المعايير اللازمة لفحص واختبار المتبرع، فضلاً عن اللوائح الصارمة الخاصة بتجهيز وتوزيع طعوم الأنسجة. غير أن إدارة الأغذية والأدوية الأمريكية لا تنظم عمليات زراعة الأعضاء.

## النساء أكثر تبرعا
تشير الإحصائيات العالمية إلى أن النساء يشكلن نسبة كبيرة من المتبرعين بالأعضاء مقارنة بالرجال. وفقًا لدراسة دولية، ضمت دولا من أمريكا الشمالية وأوروبا وآسيا الوسطى  نشرت سنة 2023، فإن 60-65% من المتبرعين الأحياء في العديد من البلدان هنّ من النساء. في الولايات المتحدة، على سبيل المثال، أظهرت بيانات شبكة التبرع بالأعضاء (UNOS) لعام 2021 أن النساء يمثلن حوالي 63% من المتبرعين الأحياء. في دراسة نشره سنة 2022، تم تفسير هذه التفاوتات، على الأقل جزئيًا، من خلال انتشار بعض الأمراض بشكل أكبر بين الرجال، والاستجابة المناعية المرتبطة بالإنجاب لدى النساء، وعدم التناسب بين حجم المتبرع والمستلم. هناك احتمالي أن يتعود هاته التفاوتات إلى عوامل اجتماعية وثقافية، حيث تُظهر النساء استعدادًا أكبر لدعم أفراد الأسرة، بالإضافة إلى سياسات الصحة العامة التي لم تعط الاهتمام الكبير لمعالجة هاته التفاوتات.

## اقرأ أيضًا
- زرع الطعم الخيفي
- زرع الأعضاء في الصين
- زراعة الأعضاء
- زرع الطعم الخيفي
- زرع الرأس

## وصلات إضافية
- National Institute of Health's MedLine on Organ Donation
- UK Transplant نسخة محفوظة 28 يونيو 2024 على موقع واي باك مشين., part of NHS Blood and Transplant
- OrganDonor.gov (USA)
- Portal for Organ Donation After Execution
- Portal for The National Network of Organ Donors نسخة محفوظة 21 ديسمبر 2014 على موقع واي باك مشين.
- Human Tissue Donation – NPR News Investigation
- G.A.V.E Life Prisoner Organ Donation
- Organ and Tissue Donation What Every Nurse Needs to Know course on www.RN.org